# Cửa khẩu Vang Tao
Cửa khẩu Vang Tao (hay Vangtao) là cửa khẩu đường bộ tại vùng đất Ban Vang Tao muang Phonthong tỉnh Champasack, CHDCND Lào .
Cửa khẩu Vang Tao thông thương với cửa khẩu Chong Mek huyện Sirindhorn tỉnh Ubon Rathchathani, Thái Lan.

## Sự kiện Vang Tao 2000
Ngày 3/7/2000 tại cửa khẩu xảy ra Sự kiện Vang Tao, một nhóm phiến quân vũ trang và lính đánh thuê tấn công tiền đồn cửa khẩu. Những kẻ đột kích sau đó đã chạy sang Thái Lan, bỏ lại 6 người chết của họ, và 27 người bị chính quyền Thái Lan bắt giữ. Trong số đó có 11 người mang quốc tịch Thái Lan.
Vụ tấn công diễn ra sau một loạt vụ đánh bom ở Viêng Chăn do các phiến quân người H'Mông thực hiện, được cho là có liên quan đến nhóm dưới quyền tướng Vang Pao đang cư trú ở Hoa Kỳ .